# Pluvier ceinturé
Erythrogonys cinctus
Genre
Espèce
Statut de conservation UICN

 LC  : Préoccupation mineure
Le Pluvier ceinturé (Erythrogonys cinctus) est une espèce d'oiseaux de la famille des Charadriidae. C'est la seule espèce du genre Erythrogonys.

## Dénomination
L'espèce a aussi porté le nom normalisé CINFO de Vanneau ceinturé.

## Description

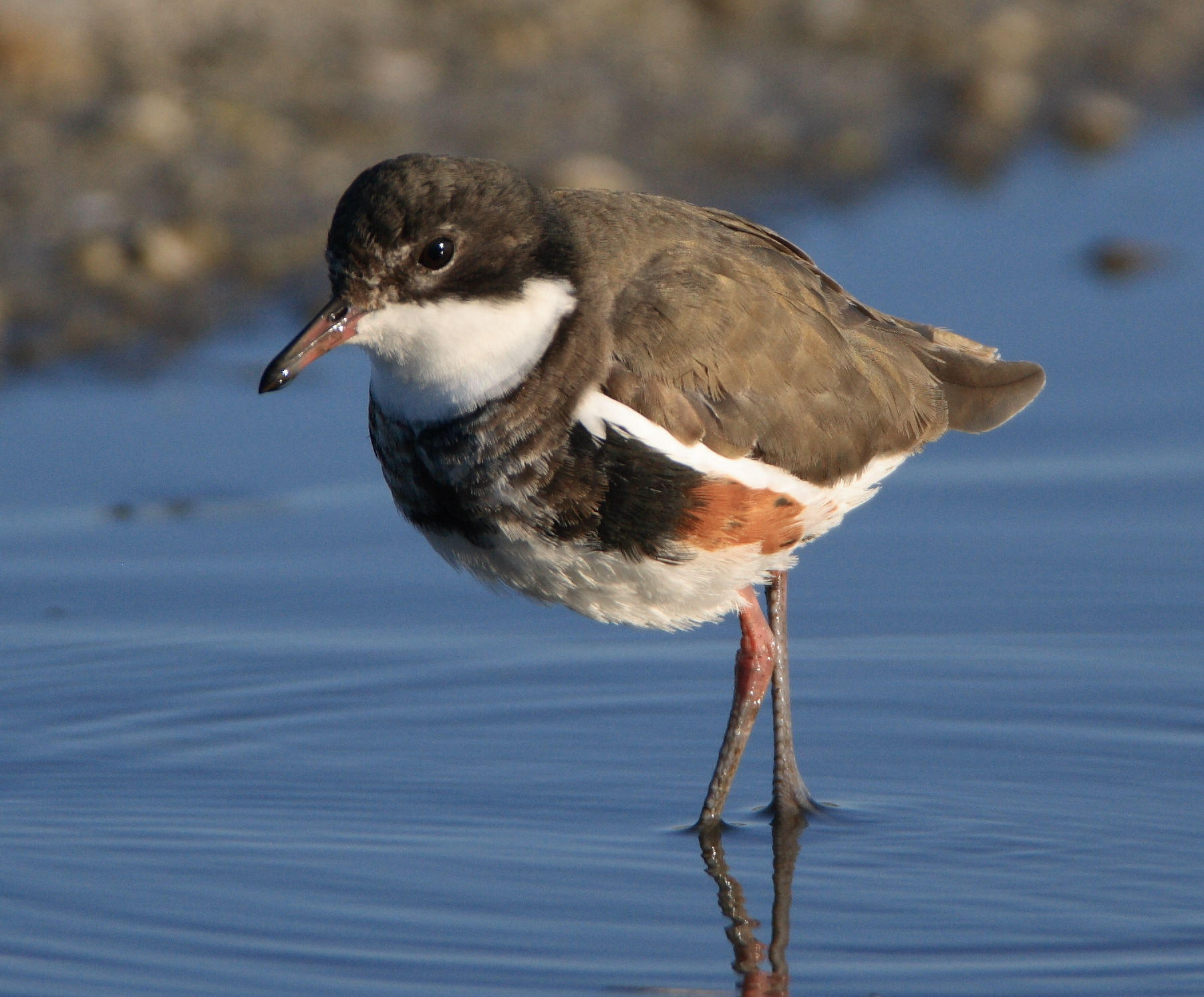
Pluvier ceinturé.

C'est un oiseau de taille moyenne (longueur 17 à 20 cm ; poids 40 à 55 g). Le sommet de la tête et la nuque sont noirs. La poitrine et le devant du cou sont blancs. Le dos est marron, le ventre et la face inférieure de la queue blancs. Le bec est rouge de même que la partie supérieure des pattes.

## Distribution et habitat
On le trouve sur tout le continent australien et dans le Sud de la Nouvelle-Guinée
Il vit dans tous les endroits où l'on trouve de l'eau douce

## Alimentation
Il se nourrit de larves aquatiques, d'insectes et de graines.

## Mode de vie
Grégaire, il vit souvent avec d'autres limicoles et d'autres oiseaux même lorsqu'il niche.

## Reproduction

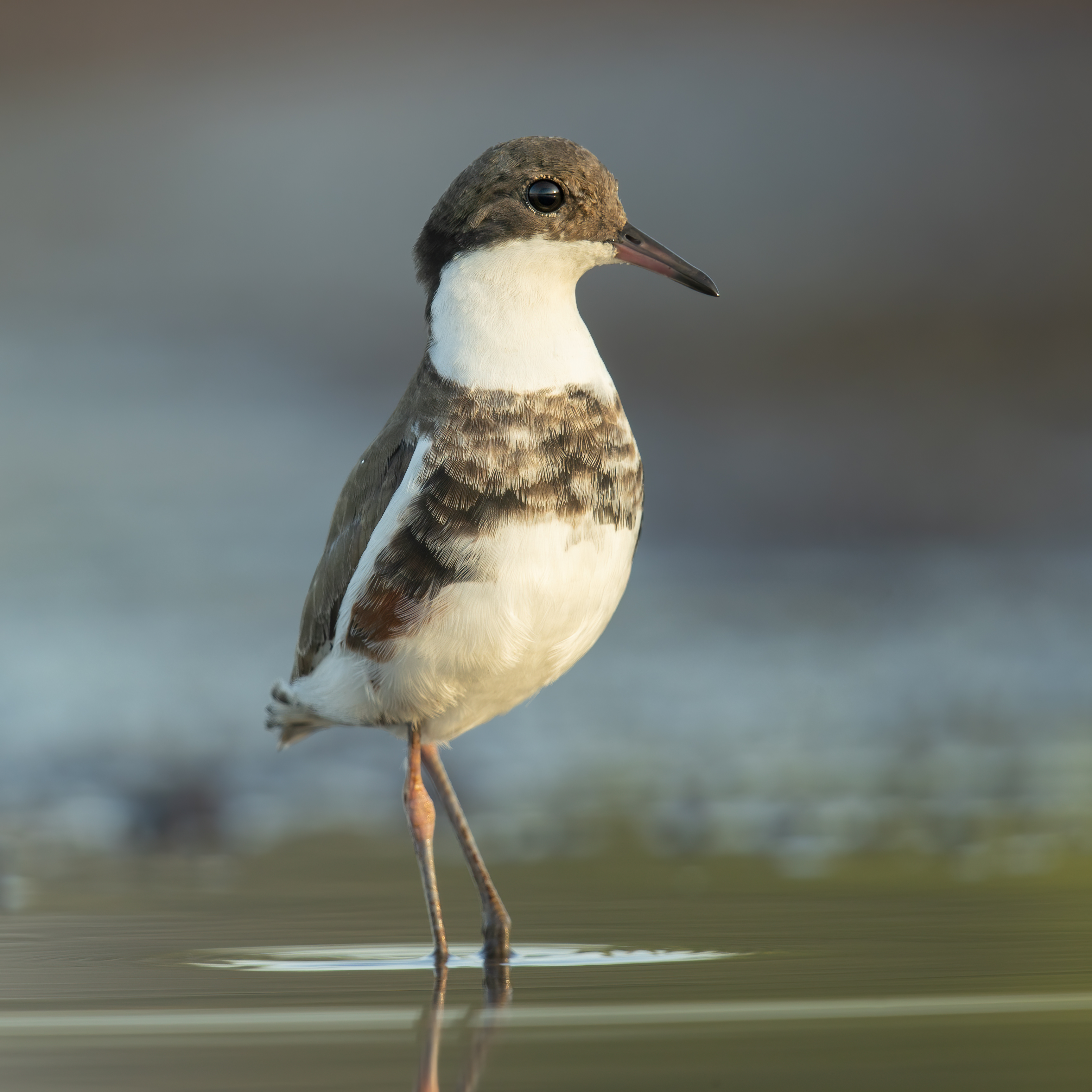
Jeune pluvier ceinturé au plumage prenant l'aspect d'un adulte, dans un lagon près de Pitt Town, en Nouvelle-Galles du Sud, Australie. Janvier 2021.

Elle a lieu d'août à janvier. Les parents construisent un nid sur le sol, à l'abri d'un buisson près de l'eau. Il y a trois à quatre petits par couvée qui nagent dès leur naissance.